# 쩌우타인현 (안장성)
쩌우타인현(베트남어: Huyện Châu Thành / 縣周城)은 베트남 메콩강 삼각주 안장성의 현이다.

## 행정 구역
쩌우타인현은 1개의 시진과 12개의 사를 관할하고 있다.

### 시진
- 안쩌우 시진 (Thị trấn An Châu, 安洲市鎭)

### 사
- 안호아 사 (Xã An Hòa, 安和社)
- 빈호아 사 (Xã Bình Hòa, 平和社)
- 빈타인 사 (Xã Bình Thạnh, 平盛社)
- 깐당 사 (Xã Cần Đăng, 芹登社)
- 호아빈타인 사 (Xã Hòa Bình Thạnh, 和平盛社)
- 떤푸 사 (Xã Tân Phú, 新富社)
- 빈안 사 (Xã Vĩnh An, 永安社)
- 빈빈 사 (Xã Vĩnh Bình, 永平社)
- 빈하인 사 (Xã Vĩnh Hanh, 永行社)
- 빈러이 사 (Xã Vĩnh Lợi, 永利社)
- 빈누언 사 (Xã Vĩnh Nhuận, 永润社)
- 빈타인 사 (Xã Vĩnh Thành, 永城社)